# Município de Mead (condado de Belmont, Ohio)
O município de Mead (em inglês: Mead Township) é um município localizado no condado de Belmont no estado estadounidense de Ohio. No ano de 2010 tinha uma população de 5.967 habitantes e uma densidade populacional de 71,87 pessoas por km².

## Geografia
O município de Mead encontra-se localizado nas coordenadas 39° 56′ 37″ N, 80° 47′ 57″ O. Segundo a Departamento do Censo dos Estados Unidos, o município tem uma superfície total de 83.03 km², da qual 82.65 km² correspondem a terra firme e (0.45%) 0.38 km² é água.

## Demografia
Segundo o censo de 2010, tinha 5.967 habitantes residindo no município de Mead. A densidade populacional era de 71,87 hab./km². Dos 5.967 habitantes, o município de Mead estava composto pelo 99.03% brancos, o 0.15% eram afroamericanos, o 0.07% eram amerindios, o 0.12% eram asiáticos, o 0.07% eram insulares do Pacífico, o 0.03% eram de outras raças e o 0.54% pertenciam a dois ou mais raças. Do total da população o 0.42% eram hispanos ou latinos de qualquer raça.